# 失踪事件
失踪事件（しっそうじけん）は、人間あるいは人間を乗せた乗り物などが消失し、行方がわからなくなる事件のこと。

## 概要
保護者などによって人物の行方が捜されている場合、これに該当する。行方不明となっている間は未解決事件として扱われる場合もある。なお、失踪事件で人物の行方が明らかになるケースとして、家出・監禁事件などで生存している事例、事故・殺人事件などで死亡している事例や、日本国内であれば北朝鮮による拉致の可能性もある。日本では古くから神隠しと呼ばれる。

## 日本の失踪事件

### 現在未解決の失踪事件
- 藤牧義夫失踪（1935年9月2日）
- 台東区小3男児失踪事件(トンちゃん事件)[1]（1948年7月11日）
- 第一幸由丸乗組員失踪事件（1950年10月26日）
- 尼崎市小1女児失踪事件[2]（1956年1月24日）
- 大田区家畜商失踪事件[3]（1960年8月14日）
- 辻政信失踪（1961年4月）
- 北九州市門司区女子中学生誘拐事件[4]（1962年10月27日）※拉致の可能性を排除できない事案
- 北海道森町3歳児失踪事件[5]（1963年6月16日）※拉致の可能性を排除できない事案
- 黒羽・ウドヴィン事件（1965年6月15日）
- 伊東市宇佐美区小2男児誘拐事件[6]（1965年7月3日）
- 常呂郡佐呂間町女子中学生失踪事件[7]（1967年10月23日）※拉致の可能性を排除できない事案
- 佐世保市男子中学生失踪事件（1969年2月23日）
- 大阪市公認会計士失踪事件（1971年5月4日）
- 阿部定失踪（1971年6月頃）
- 自衛隊機乗り逃げ事件（1973年6月23日）
- 熊本県大津町男児失踪事件（1973年7月3日）
- 大阪市住吉区中1女子失踪事件[8]（1975年3月23日）※拉致の可能性を排除できない事案
- 珠洲市男子中学生失踪事件[9]（1975年5月18日）※拉致の可能性を排除できない事案
- 根室市小1女児失踪事件[10]（1976年8月1日）※拉致の可能性を排除できない事案
- 大阪市住之江区男児ひき逃げ連れ去り事件（1978年3月3日）
- 宇治市マラソン主婦失踪事件（1978年11月23日）
- ヴァリグ・ブラジル航空967便遭難事故（1979年1月30日）
- 広島市南区姉弟失踪事件[11]（1980年3月29日）※拉致の可能性を排除できない事案
- 橿原市中2女子失踪事件[12]（1981年2月8日）※拉致の可能性を排除できない事案
- 宮城県川崎町女児失踪事件（1983年11月1日）
- 広島市小5女児失踪事件（1983年10月25日）
- 1984年に埼玉県秩父市で発生した男女3人の失踪事件（1984年2月〜6月）- 埼玉愛犬家連続殺人事件との関連が疑われた。
- 日光市女児失踪事件（1985年10月10日）
- 水戸ミス梅むすめ失踪事件（1986年12月26日）
- 名古屋市港区女子中学生失踪事件[13]（1987年3月15日）※拉致の可能性を排除できない事案
- 1988年に福岡県飯塚市で発生した女児失踪事件（1988年12月4日）
- 貞光町4歳男児失踪事件（1989年3月7日）※拉致の可能性を排除できない事案
- 函南町元パチンコ店員失踪事件（1990年6月5日）[14]
- 三重県四日市市小2女児失踪事件[15]（1991年3月15日）
- 姶良市思川河口ボート漕ぎ男子中学生2名失踪事件[16]（1991年3月28日）※拉致の可能性を排除できない事案
- 福島県船引町における女子小学生行方不明事案[17]（1991年7月25日）
- 横浜市旭区小3女児失踪事件[18]（1991年10月1日）
- 千葉市若葉区女子中学生連れ去り事件[19]（1991年10月27日）
- 風船おじさん行方不明事件（1992年11月23日）- ファンタジー号事件とも。
- 奄美市有屋川河口5歳児失踪事件[20]（1993年7月15日）※拉致の可能性を排除できない事案
- 有田市書店経営老夫婦失踪事件（1993年11月24日）
- 福島県原町市女性失踪事件[21]（1994年2月19日）
- 目黒区建設会社社長失踪事件[22]（1996年6月8日）
- 太田市パチンコ店女児失踪事件[23]（1996年7月7日）- 北関東連続幼女誘拐殺人事件の一つ。
- 三重県明和町女子高生失踪事件[24]（1997年6月13日）
- 普代村6歳女児失踪事件[25]（1997年6月29日）
- 赤城神社主婦失踪事件（1998年5月3日）
- 伊勢市女性記者行方不明事件[26]（1998年11月24日）※拉致の可能性を排除できない事案
- 町田市美大生失踪事件[27]（1999年8月13日)
- 室蘭女子高生失踪事件[28]（2001年3月6日）
- 千葉市若葉区夫婦失踪事件[19]（2001年5月18日）
- 賀陽町1歳男児行方不明事件[29]（2001年10月25日）
- 茨城県小川町男性失踪事件[30]（2001年10月29日）
- 花巻市女性失踪事件[31]（2001年11月13日）
- 一宮市小4女児失踪事件[32]（2001年11月12日）
- 取手市小3女児行方不明事件（2002年6月3日）
- 津山市主婦行方不明事件[33]（2002年6月3日）
- 泉南郡熊取町小4女児誘拐事件[34]（2003年5月20日）
- 宮城県大和町男性行方不明事件（2004年5月1日）
- 坂出市タケノコ掘り女児行方不明事件[35]（2005年4月29日）
- 岡山地底湖行方不明事故（2008年1月5日）
- 江東区女性監禁・行方不明事件[36]（2008年4月5日）
- 郡上市ひるがの高原キャンプ場女児不明事件[37]（2009年7月24日）
- 100歳以上の高齢者の所在不明（2010年7月 - ）
- 大分県日出町主婦失踪事件（2011年9月12日）
- 旭川市男子中学生失踪事件[38]（2012年1月15日）
- 大台町男性失踪事件[39]（2012年6月）
- 大分市横尾女性失踪事件[40]（2016年9月26日)
- 日光市フランス人女性行方不明事件[41]（2018年7月29日）
- 恵山男子高校生行方不明事件（2020年5月15日）
- 倉敷市男子中学生失踪事件（2022年11月13日）
- 十津川村アメリカ人女性行方不明事件  (2023年4月10日)
- 鏡野町高齢女性行方不明事件  (2024年9月18日)
- 梓川高齢女性行方不明事件  (2024年11月2日）
- 長岡市男子中学生行方不明事件（2024年12月3日）
- 福山市中年男性行方不明事件（2025年4月12日）
- 旭川市女子高生行方不明事件（2025年4月19日）
- 旭川市4歳男児行方不明事件（2025年6月23日）

### 行方が解明された事件
名称は当時のものではなく現在のもの。
- 大田正一失踪（1945年失踪・1994年に死亡したことが後に判明）
- 自称祈祷師未成年者連続誘拐事件[42]（1人目：1946年失踪・1970年保護、2人目：1957年失踪・1970年保護、3人目：1966年失踪・1970年保護）
- 鹿地事件（1951年失踪・1952年保護）
- 小金井市小6男児誘拐殺人事件（1965年失踪・1970年遺体発見）-「ノンちゃん事件」とも。 東京連続少年誘拐殺人事件の一つ
- 高山忠克（1971年に阪神タイガースの合宿所から失踪。1981年に詐欺容疑で逮捕）
- 佐賀女性7人連続殺人事件の第一の事件（1975年失踪・1980年遺体発見）
- 千歳市女子中学生誘拐事件（1975年失踪・1994年遺体発見）
- 足立区女性教諭殺害事件（1978年失踪・2004年死亡確認）
- アベック失踪事件（1978年失踪者多数・2002年北朝鮮より一部が帰国）
- 城丸君事件（1984年失踪・1988年遺体発見・1998年遺体身元確認）
- 平塚5遺体事件（1984年失踪・2006年遺体発見）
- 坂本堤弁護士一家殺害事件（1989年失踪・1995年遺体発見）- オウム真理教事件の一つ。
- 新潟少女監禁事件（1990年失踪・2000年保護）
- 川崎2少年失踪事件（1991年失踪・同年遺体発見）
- 公証人役場事務長逮捕監禁致死事件（1995年失踪・同年死亡確認）- オウム真理教事件の一つ。
- 坪野鉱泉失踪事件（1996年失踪・2020年遺体発見）
- 北九州監禁殺人事件（1997年失踪・2002年死亡確認）
- 茂原市重機オペレーター殺害事件（2000年失踪・2005年死亡確認）
- 世羅町一家4人神隠し事件（2001年失踪・2002年死亡確認）
- 鹿沼市職員殺害事件（2001年失踪・2003年死亡確認）
- 江東マンション神隠し殺人事件（2008年失踪・同年遺体発見）
- 浅草男性殺害事件（2009年失踪・2012年死亡確認）
- 八王子ホスト殺害事件（2010年失踪・2013年死亡確認）
- 福島県南相馬市女子高生失踪事件（2011年失踪・同年東日本大震災の捜索作業で遺体を発見）
- 大分県日出町2歳児失踪事件（2011年失踪・2012年遺体発見）
- 朝霞市女子中学生誘拐事件（2014年失踪・2016年保護）
- 山梨キャンプ場女児失踪事件（2019年失踪・2022年遺体発見）
- 松戸市小1女児失踪事件（2022年失踪・同年遺体発見）- 上記の山梨キャンプ場女児失踪事件との関連が疑われている。
- 和歌山県ドイツ人学生失踪事件（2024年 失踪・同年遺体発見）
- 川崎市アルバイト女性行方不明事件（2024年失踪・2025年遺体発見）

## 日本国外の失踪事件
以下は行方が解明されたものも含まれる。
- ハーメルンの笛吹き男 - 1284年6月26日に生じたと推定される集団失踪事件。
- エドワード5世 - 1483年、弟のヨーク公リチャードと共にロンドン塔に幽閉された後消息不明。同年半ばごろに暗殺されたとされていたが、近年になってそれ以降も存命だったことを示す資料が発見されている。
- ヘンリー・ハドソン - 1611年6月22日、ハドソン湾探検中に乗員の反乱により置き去りにされる。以後行方不明。
- ベンジャミン・バサースト - 1809年にイギリス大使。在オーストリア特命全権公使に任命されたが、同年11月にブダから帰国する道中、ペルレベルクで失踪。
- フランクリン遠征 - 1845年、北西航路探検に向かったが全隊員129名が失踪。後の捜索・調査により全員が死亡したと推測される。
- シティ・オブ・グラスゴー（英語版） - 1854年3月、リヴァプールからフィラデルフィアに向け航行中に乗員乗客480名を乗せたまま失踪。現在まで船体および乗員乗客の発見には至っていない。
- メアリー・セレスト号 - 1872年12月4日、船に乗っていた乗組員と乗客が失踪。以後行方不明。
- 畝傍 - 1886年12月3日、シンガポールを出港後失踪。現在まで船体および乗員の発見には至っていない。
- ルイ・ル・プランス - 1890年9月16日、ディジョンからパリに向けて列車で移動中に失踪。
- ナローニック - 1893年2月、リヴァプールからニューヨークに向け航行中に乗員乗客74名を乗せたまま失踪。現在まで船体および乗員乗客の発見には至っていない。
- アイリーン・モア灯台事件 - 1900年12月、スコットランド・フラナン諸島のアイリーン・モア島灯台の灯台守3人が失踪。
- ワラタ - 1909年、ダーバンからケープタウンに向け航行中に乗員乗客211名を乗せたまま失踪。現在まで船体および乗員乗客の発見には至っていない。
- ルドルフ・ディーゼル - 1913年9月29日、イギリス海峡上の船で失踪。海に転落死したものと推測される。
- アンブローズ・ビアス - 1913年12月26日以降、メキシコで失踪。
- ノーフォーク連隊集団失踪事件 - 1915年8月28日、ガリポリの戦いにおいてイギリス軍のノーフォーク連隊341名が進軍中に忽然と姿を消した。実際にはトルコ軍の待ち伏せに遭って全滅したとされる。
- セルティックウッドの怪- 1917年10月9日、オーストラリア陸軍の将兵71名が、痕跡を残さずに失踪した。
- サイクロプス - 1918年3月、バミューダトライアングルで失踪。現在まで船体および乗員の発見には至っていない。
- キャロル・ディアリング号 - 1921年1月、船に乗っていた乗組員が失踪。以後行方不明。
- ジョージ・マロリー、アンドリュー・アーヴィン - 1924年6月8日、エベレストで失踪。1999年にマロリーの遺体発見。
- パーシー・フォーセット - 1925年5月29日、失われた都市Zの探索にアマゾンへ赴き失踪。
- アガサ・クリスティ - 1926年12月3日失踪、同年12月14日発見。詳細はアガサ・クリスティ#失踪事件を参照。
- ロアール・アムンセン - 1928年、北極を飛行機で探検中近くで遭難。機体の一部は発見されたが、現在まで遺体の発見には至っていない。
- ジョセフ・クレーター - 1930年8月6日、ニューヨークで失踪。
- 蔵本書記生失踪事件 - 1934年6月8日、南京で失踪、同年6月13日発見。
- アメリア・イアハート - 1937年7月2日、太平洋上ハウランド島、もしくはキリバスのニクマロロ島近くで失踪。
- エットーレ・マヨラナ - 1938年3月27日、ナポリ・パレルモ間の船上で失踪。
- マージョリー・ウェスト失踪事件 - 1938年5月8日、アレゲーニーの森にて失踪。
- 中国兵士集団失踪事件 - 1939年12月10日、3000人の中国兵が忽然と姿を消した事件。兵士達の行方は、今もって明らかではない（事件そのものが実話なのかを含めて謎が多い）。
- レディ・ビー・グッド - 1943年4月4日、爆撃任務から戻らず失踪。1958年リビア砂漠にて機体発見、後に搭乗員の遺体も発見された。
- ラウル・ワレンバーグ - 1945年1月16日、ハンガリー・ブダペストでソ連軍の司令部に向かった後失踪。ソ連軍により処刑された可能性が高いとされている。1947年に病死したとの資料もあるが、それ以降の目撃もあるとされる。
- 鹿野忠雄 - 1945年7月15日、ボルネオ島で失踪。
- 岸本綾夫 - 1945年11月28日、撫順にて人民解放軍に連行された後消息不明。1946年死去とされる。
- ソダー家児童失踪事件 - 1945年12月25日、ウェストバージニア州フェイエットビルでの火災で5人の子供が失踪。捜査機関は焼死と断定しているが、遺体は見つかっていない事から死亡に対し疑義が生じている上、火災の原因についても放火であるという有意な主張がある。
- 斎藤弥平太 - 1946年5月14日、中国東北部（旧満州）にて紅軍に抑留された後消息不明。1953年死亡宣告。
- ダグラスC-54D行方不明事件 - 1950年1月26日、 アメリカ・アラスカ州からモンタナ州に向かっていた輸送機が失踪。現在まで機体および乗員の発見には至っていない。
- ジョージア・ウェックラー - 1947年5月1日、ウィスコンシン州フォート・アトキンソンで自宅への帰り道で失踪した8歳女児。数日前から本人が家族に誘拐される事を恐れているという発言をしていた。目撃証言から金髪の若い男性が容疑者だが、失踪現場でエド・ゲインの愛車の黒いセダンが目撃されていた為ゲインも容疑者疑惑を受けた。
- ジーン・スパングラー - 1949年10月8日に「元夫と娘の養育費について話し合う」と言い残して失踪。スパングラーは女優であり、後日彼女のハンドバックが発見されるも謎めいたメモが残っていた為注目される。しかし現在に至るまで発見されていない。
- エヴリン・ハートリー - 1953年10月24日、ウィスコンシン州ラクロス群でベビーシッターとして1人で留守番をしていた教授宅で致死量の血痕と眼鏡と靴を残して失踪した15歳の女子高生。家に侵入して来た空き巣狙いの犯人にレイプ目的か又は顔を見られた口封じ目的で誘拐されたか、最初からレイプ目的で侵入した犯人に誘拐・殺害された事が濃厚で数日後に死亡宣言。後日、近くの高速道路下で彼女の白いパンティーとブラジャーのみが発見されている。失踪した当日、エド・ゲインが現場近くの親戚宅を訪ねていた事から容疑者疑惑を受けた。
- 辰和丸 - 1954年5月11日、南シナ海で失踪。現在まで船体および乗員の発見には至っていない。台風に巻き込まれたとされる。
- ジョイタ - 1955年11月10日、船に乗っていた乗組員と乗客が失踪。以後行方不明。
- メアリー・ジェーン・バーカー事件 - 1957年2月25日、ニュージャージー州で4歳の少女が失踪し、数日後に近隣の空家のクローゼットの中で遺体となって発見された。事故でクローゼットの中に閉じ込められて餓死したと考えられている。
- 辻政信 - 1961年4月21日以降、ラオスで失踪、1968年死亡宣告。現地で銃殺されたともいわれているが未確認。
- マイケル・ロックフェラー - 1961年11月17日、ニューギニア島・イリアンジャヤで研究中に失踪。現地の首狩り族に殺害されたとの説もある。
- フライング・タイガー・ライン739便失踪事故 - 1962年3月16日、 アメリカ本土から南ベトナムに向かっていた旅客機がグアムとフィリピンとの間を飛行中に失踪。機体が発見できなかったため真相不明。
- フランク・モリス - 1962年6月11日、受刑者である。2人の囚人とともに自作のいかだを使って脱獄不可能とされたアルカトラズ連邦刑務所から脱獄。以後消息不明。
- メフディー・ベン・バルカ - 1965年10月29日、フランス・パリで失踪。
- ボーモント姉弟失踪事件 - 1966年1月26日、南オーストラリア州のアデレードで３姉弟が失踪。何者かに誘拐され殺害されたと考えられている。
- ジム・トンプソン - 1967年3月26日、マレーシアで失踪。
- ハロルド・ホルト - 1967年12月17日、オーストラリア・メルボルンの海で遊泳中に失踪。2005年、現地の検視官により水死したものと最終判断された。
- ドナルド・クローハースト - 1969年7月1日頃、ヨットによる世界一周航海中に大西洋上で失踪。船に遺された日誌から、精神的に錯乱し大西洋に投身自殺したものと判断された。現在に至るまで遺体は発見されていない。
- 一ノ瀬泰造 - 1973年11月、カンボジアのアンコール・ワットに単身で出向き消息不明。1982年に共産主義勢力に処刑されていたことが判明。
- ジミー・ホッファ - 1975年7月30日、アメリカ合衆国・デトロイトの自宅を出た後失踪。
- ゲイリー・マティアス失踪事件 - 1978年2月24日深夜にアメリカ合衆国・カリフォルニア州ユバ郡にて彼を含む5人の男性が車で出かけたまま集団失踪。最終的に4人は遺体となって発見されたがマティアスのみ未だに発見されていない。
- フレデリック・ヴァレンティッヒ失踪事件 - 1978年10月21日、セスナ機でムーラビンからキング島へ向かう途中、バス海峡上空で失踪。現在に至るまで遺体は発見されていない。
- シャーガー - アイルランド生産の競走馬。1983年2月8日、覆面をつけた男らに誘拐される。翌日、犯人グループから200万ポンド（約7億円超）の身代金を要求する電話があり、拒否した所以後連絡は途絶え、行方不明になった。2000年に現場から160キロメートル離れた山中で、2つの弾痕がある馬の頭部が袋に入った状態で発見され、シャーガーのものではないかと騒ぎになったがDNA鑑定で無関係と判明。
- 植村直己 - 1984年2月12日 - 世界初のマッキンリー冬期単独登頂を果たしたが、翌2月13日に行われた交信以降は連絡が取れなくなり、消息不明。同年12月に公的に死亡と認定された。現在に至るまで遺体は発見されていない。
- フロリダ州募金活動中邦人女性失踪事件 - 1986年7月11日失踪。[43][44]
- オーストラリア邦人女性失踪事件 - 1987年6月2日失踪[45]
- 夜狸猫事件 - 1987年に中国陝西省晶山村の住民約1000人が飼っていた動物に至るまで一晩で忽然と姿を消した。人民解放軍の関与があったという説もあるが真相は不明。
- タラ・キャリコ失踪事件 - 1988年9月20日にアメリカ合衆国・ニューメキシコ州で大学へ向かう途中に失踪。
- ネパール邦人女性失踪事件 - 1990年4月、ネパールを1人で旅行中だった当時29歳の女性が行方不明になった。失踪から約4ヶ月後本人を名乗る人物から電話がかかってきて泣きながら「苦しい、悔しい」などと話してそのまま切れたとの情報がある。
- カエル少年事件 - 1991年3月26日大韓民国大邱広域市達西区に住んでいた5人の小学生が失踪した事件である。事件発生から11年が経過した2002年9月に失踪小学生のものと思われる5体の白骨死体が臥竜山で発見された。検死の結果、道に迷っての遭難や転落などの事故ではなく、何者かにより殺害された事件であることが判明した。しかし犯人が誰であるかは不明のまま、2006年3月25日に公訴時効が成立した。
- ヴァンダ・ルトキエヴィチ - 1992年5月12日にカンチェンジュンガ頂上付近で失踪。
- リッチー・ジェームス・エドワーズ - 1995年2月1日に宿泊先のホテルから失踪。
- デラウェア州知事女性秘書殺害事件 - 1996年、アメリカ合衆国・ウィルミントンで失踪、翌年死亡確認。
- 小西政継 - 1996年10月1日、マナスルに登頂後、消息を絶つ。現在に至るまで遺体は発見されていない。
- ペルー早稲田大学探検部員殺害事件 - 1997年10月17日にアマゾン川の筏下りによる探検中に失踪。12月にペルーイキトスの東約200km離れたアマゾン川の陸軍監視所付近で遺体発見。ペルー国軍兵士による犯行だった。
- ムハンマド・オマル - 2001年、ターリバーンの最高指導者。2013年に死亡したことが2年後の2015年に発表。（リンク先参照）
- コロンビア邦人副社長誘拐事件 - コロンビアで矢崎総業の現地法人副社長が2001年2月に誘拐され失踪。2年9ヵ月後の2003年11月に遺体で発見。
- アレクサンダー・カザノフ - 15歳にしてペンシルバニア州立大学の数学博士課程に合格したロシア系アメリカ人数学者。22歳の2001年6月10日に「図書館に行く」というメモを残して自宅を出て以降行方不明となっている。当時、双極性障害を患っていたと言われる。
- リアナ・ワーナー失踪事件  - 2003年6月14日、5歳の少女が数メートル先の友人宅に行く途中で失踪。数多くの情報提供があるものの、手がかりすらほとんどないまま未解決。失踪直前の不可解な現象の数々も相まって今なお議論を呼んでいる。
- ブリアンナ・メートランド失踪事件 - 2004年3月、仕事を終えた後に失踪。乗っていた車が廃屋に突っ込んだ状態で放置されていた。
- ジョー・ピッチラー - 失踪当時18歳の俳優。2006年1月5日に自宅を出て以降、行方不明となっている。本人の自動車と「自分のものを弟に譲る」という内容のメモは発見されたが、本人は発見されていない。
- 慶応大学生失踪事件 - 2006年9月2日にインドへ出発し、同年9月24日に帰国する予定だったが、連絡がつかず、失踪。
- ジム・グレイ - 2007年1月28日、ファラロン諸島にヨットで向かう途中失踪。
- KAZ II - 2007年4月14日　船に乗っていた乗組員が失踪。以後行方不明。
- マデリン・マクカーン失踪事件 - 2007年5月3日、ポルトガルで失踪。
- 神田道夫 - 熱気球による冒険家。2008年2月1日に気球での太平洋横断に挑戦中に失踪。
- カイロン・ホーマンの失踪 - 2010年6月4日に科学博覧会に出席した後、スカイライン小学校から失踪。
- ハダ - 2010年12月10日、中国政府により妻子と共に拘束されて以降消息不明とされていたが、2014年12月10日、中国政府はハダが4年の追加刑期を終えて出所したと発表、後日解放後の本人映像がYouTubeに投稿され、実際に解放されたことが確認された。
- マレーシア航空370便墜落事故 - 2014年3月8日、タイランド湾上空で消息を絶つ。2015年1月29日乗客の死亡認定がなされ、同年7月、機体の一部が発見された。
- 2014年メキシコ・イグアラ市学生集団失踪事件 - 2014年9月26日、メキシコのイグアラ市の学生43人が失踪。地元政府が学生側の抗議活動を嫌い、警察・犯罪組織に拉致、殺害させていたことが判明した。
- 安田純平 - 2015年6月にシリアで失踪。3年4か月後の2018年10月に解放された。
- 安明進 - 2016年9月30日以前に中国で失踪。現地で死亡したという説もあるが、真相は不明。
- 筑波大学生失踪事件（フランス語版） - 2016年12月に留学先のフランス・ブザンソンで失踪。交際相手だったチリ人男性に殺害されたとみられている。

## 関連書籍
- 樫村政則『完全失踪マニュアル』（太田出版、1994年10月）ISBN 4872331834
- 吾妻ひでお『失踪日記』（イースト・プレス、2005年3月）ISBN 4872575334
- 中森弘樹『失踪の社会学』（慶應義塾大学出版会、2017年10月）ISBN 978-4766424812